# ニュー阿寒ホテル
ニュー阿寒ホテル（ニューあかんホテル）は、北海道釧路市の阿寒湖温泉にある宿泊施設。

## 沿革
- 1965年（昭和40年）：「ニュー阿寒ホテル」開業[2]。
- 1984年（昭和59年）：クリスタル館増築[2]。
- 1995年（平成07年）：増築[2][3]。
- 2015年（平成27年）：天空ガーデンスパオープン[4]。
- 2018年7月1日：クリスタル館に第2レストランとしてテラスダイニングオープン。
- 2023年3月10日：Karakami HOTELS&RESORTSから個人（この時点では氏名非公表とされたが、後にベルーナ社長の安野清と判明する）へ売却された[5]。
- 2023年9月1日：運営会社の「グランベル北海道」（カラカミ社子会社）をベルーナが買収[1]。

## 施設
客室
- 和室（和洋室）
- 洋室
- 特別室

温泉
- 大浴場 雲海
  - 露天風呂
- 大浴場 天舞
  - 露天風呂
- 日帰り入浴

スパ
- 天空ガーデンスパ
- 日帰り入浴

食事
- レストラン フェリシェ
- レストラン テラスダイニング

その他
- アトリウムロビー
- 宴会場
- 会議室
- ショッピングプラザ（売店）
- ゲームコーナー ヒットポイント

## アクセス
札幌・新千歳空港・帯広方面から送迎バスを運行している（完全予約制）。
- 釧路空港から車で約1時間
- 女満別空港から車で約1時間30分
- 中標津空港から車で約1時間40分
- 帯広空港から車で約3時間